# Persone di nome Arne
| Questa pagina contiene informazioni ricavate automaticamente dalle voci biografiche con l'ausilio del template Bio e di un bot. L'aggiornamento è periodico e automatico e ricostruisce completamente la pagina. Se manca una persona in questa lista, sei pregato di non aggiungerla, ma accertati piuttosto che la sua voce biografica contenga il template Bio e che i dati anagrafici siano correttamente compilati. Se il template Bio manca, inseriscilo tu stesso o, in alternativa, metti l'avviso {{tmp\|Bio}} che ne segnala la mancanza. Se i dati riportati sono sbagliati, correggi direttamente la voce biografica; le modifiche saranno visibili in questa lista entro pochi giorni. Per chiarimenti vedi il progetto antroponimi. La lista contiene solo le 79 persone che sono citate nell'enciclopedia e per le quali è stato implementato correttamente il template Bio. Pagina aggiornata al 16 ott 2024. |

Questa è una lista di persone presenti nell'enciclopedia che hanno il prenome Arne, suddivise per attività principale.

## Allenatori di calcio(7)
- Arne Andreassen, allenatore di calcio e ex calciatore norvegese (Tromsø, n. 1950)
- Gunder Bengtsson, allenatore di calcio svedese (Torsby, n. 1946 - † 2019)
- Arne Dokken, allenatore di calcio, dirigente sportivo e ex calciatore norvegese (Drammen, n. 1955)
- Arne Erlandsen, allenatore di calcio e calciatore norvegese (Kløfta, n. 1959)
- Arne Møller, allenatore di calcio, dirigente sportivo e ex calciatore norvegese (n. 1960)
- Arne Sandstø, allenatore di calcio e ex calciatore norvegese (Bergen, n. 1966)
- Arne Slot, allenatore di calcio e ex calciatore olandese (Bergentheim, n. 1978)

## Architetti(1)
- Arne Jacobsen, architetto e designer danese (Copenaghen, n. 1902 - Copenaghen, † 1971)

## Astisti(1)
- Patrik Klüft, ex astista svedese (n. 1977)

## Astronomi(1)
- Arne Henden, astronomo statunitense (Huron, n. 1950)

## Attori(1)
- Arne De Tremerie, attore belga (Landegem, n. 1992)

## Biochimici(1)
- Arne Tiselius, biochimico svedese (Stoccolma, n. 1902 - Uppsala, † 1971)

## Botanici(1)
- Arne Strid, botanico svedese (Kristianstad, n. 1943)

## Calciatori(33)
- Arne Amundsen, calciatore norvegese (Fetsund, n. 1952 - Oslo, † 2014)
- Arne Andersen, calciatore norvegese (Halden, n. 1900 - Halden, † 1986)
- Arne Børresen, calciatore norvegese (Fredrikstad, n. 1907 - Halden, † 1947)
- Arne Brustad, calciatore norvegese (Oslo, n. 1912 - Oslo, † 1987)
- Dagfinn Enerly, ex calciatore norvegese (Oslo, n. 1972)
- Arne Engels, calciatore belga (Opwijk, n. 2003)
- Arne Eriksen, calciatore norvegese (n. 1918 - † 2013)
- Arne Feick, ex calciatore tedesco (Berlino Est, n. 1988)
- Arne Hanssen, ex calciatore norvegese (Bodø, n. 1944)
- Arne Haslie, ex calciatore norvegese (n. 1950)
- Arne Høivik, calciatore norvegese (n. 1932 - † 2017)
- Arne Ileby, calciatore norvegese (Fredrikstad, n. 1913 - Fredrikstad, † 1999)
- Arne Jakobsen, ex calciatore norvegese (n. 1939)
- Arne Johansen, calciatore norvegese (n. 1902 - † 1984)
- Arne Kotte, calciatore norvegese (Steinkjer, n. 1935 - Steinkjer, † 2015)
- Arne Legernes, calciatore norvegese (Molde, n. 1931 - Nesodden, † 2022)
- Arne Linderholm, calciatore svedese (n. 1916 - † 1986)
- Arne Linn, ex calciatore norvegese (Lillehammer, n. 1968)
- Arne Maier, calciatore tedesco (Ludwigsfelde, n. 1999)
- Arne Vidar Moen, ex calciatore norvegese (Tromsø, n. 1971)
- Arne Møller, calciatore norvegese (n. 1904 - † 1963)
- Arne Månsson, calciatore svedese (n. 1925 - † 2003)
- Arne Natland, calciatore norvegese (Oslo, n. 1927 - Tønsberg, † 2009)
- Arne Naudts, calciatore belga (n. 1993)
- Arne Nyberg, calciatore svedese (Säffle, n. 1913 - † 1970)
- Arne Pedersen, calciatore norvegese (Fredrikstad, n. 1931 - Fredrikstad, † 2013)
- Arne Riberg, calciatore norvegese (n. 1909 - † 1982)
- Arne Røisland, calciatore norvegese (n. 1923 - † 1980)
- Arne Selmosson, calciatore svedese (Götene, n. 1931 - Stoccolma, † 2002)
- Arne Sørensen, calciatore norvegese (n. 1911 - † 1995)
- Arne Svendsen, calciatore norvegese (n. 1909 - † 1983)
- Arne Winther, calciatore norvegese (n. 1926 - † 2000)
- Arne Yven, calciatore norvegese (n. 1904 - † 1970)

## Canoisti(1)
- Arne Nielsson, ex canoista danese (n. 1962)

## Cantanti(1)
- Arne Bendiksen, cantante norvegese (Bergen, n. 1926 - † 2009)

## Ciclisti su strada(1)
- Arne Marit, ciclista su strada belga (Galmaarden, n. 1999)

## Combinatisti nordici(1)
- Arne Rustadstuen, combinatista nordico e fondista norvegese (Fåberg, n. 1905 - Lillehammer, † 1978)

## Dirigenti sportivi(2)
- Arne Friedrich, dirigente sportivo e ex calciatore tedesco (Bad Oeynhausen, n. 1979)
- Arne Larsen Økland, dirigente sportivo, allenatore di calcio e ex calciatore norvegese (Bømlo, n. 1954)

## Economisti(1)
- Arne Skaug, economista, politico e diplomatico norvegese (Horten, n. 1906 - † 1974)

## Filosofi(2)
- Arne Næss, filosofo e alpinista norvegese (Oslo, n. 1912 - Oslo, † 2009)
- Arne Johan Vetlesen, filosofo norvegese (Oslo, n. 1960)

## Giavellottisti(1)
- Arne Halse, giavellottista e pesista norvegese (Kristiansund, n. 1887 - Trondheim, † 1975)

## Ginnasti(1)
- Arne Jørgensen, ginnasta danese (n. 1897 - † 1989)

## Hockeisti su ghiaccio(1)
- Arne Bakker, hockeista su ghiaccio e calciatore norvegese (Bærum, n. 1930 - Bærum, † 2009)

## Medici(1)
- Arne Engström, medico, fisico e docente svedese (Brännkyrka, n. 1920 - Stoccolma, † 1996)

## Mezzofondisti(1)
- Arne Gabius, mezzofondista tedesco (Amburgo, n. 1981)

## Musicisti(1)
- Arne Dørumsgaard, musicista, compositore e cantante norvegese (Stavanger, n. 1921 - Marzio, † 2006)

## Nuotatori(1)
- Arne Borg, nuotatore svedese (Stoccolma, n. 1901 - Vallentuna, † 1987)

## Pattinatori di velocità su ghiaccio(2)
- Arne Dankers, ex pattinatore di velocità su ghiaccio canadese (Calgary, n. 1980)
- Arne Johansen, pattinatore di velocità su ghiaccio norvegese (Oslo, n. 1927 - Ørland, † 2013)

## Piloti di rally(1)
- Arne Hertz, ex copilota di rally svedese (n. 1939)

## Piloti motociclistici(1)
- Arne Tode, pilota motociclistico tedesco (Bergen auf Rügen, n. 1985)

## Politici(2)
- Arne Carlson, politico statunitense (New York, n. 1934)
- Arne Duncan, politico e docente statunitense (Chicago, n. 1964)

## Registi(5)
- Arne Feldhusen, regista tedesco (Rendsburg, n. 1971)
- Arne Mattsson, regista e sceneggiatore svedese (Uppsala, n. 1919 - Uppsala, † 1995)
- Arne Skouen, regista e giornalista norvegese (Oslo, n. 1913 - Oslo, † 2003)
- Arne Sucksdorff, regista, sceneggiatore e direttore della fotografia svedese (Stoccolma, n. 1917 - Stoccolma, † 2001)
- Arne Toonen, regista olandese (n. 1975)

## Saltatori con gli sci(1)
- Arne Hoel, saltatore con gli sci norvegese (Skoger, n. 1927 - Nordstrand, † 2006)

## Sassofonisti(1)
- Arne Domnérus, sassofonista e clarinettista svedese (Solna, n. 1924 - † 2008)

## Scrittori(3)
- Arne Dahl, scrittore e critico letterario svedese (Sollentuna, n. 1963)
- Arne Garborg, scrittore norvegese (n. 1851 - Time, † 1924)
- Arne Novák, scrittore ceco (Litomyšl, n. 1880 - Polička, † 1939)

## Vescovi cattolici(1)
- Arne Sigurdsson, vescovo cattolico norvegese (Bergen, † 1314)